# 重野安正
重野安正（日语：／ Shigeno Yasumasa */?，1941年12月1日—2021年4月9日），日本政治人物，曾任众议院议员、社会民主党干事长。

## 生平
1941年生于大分县。1960年毕业于大分县立臼杵高等学校。1962年3月毕业于大分县立农业讲习所。1962年进入大分县政府工作，担任农业改良普及员。1974年就任全日本自治团体劳动组合大分县本部书记长。1975年当选大分县议会议员。1987年，担任日本社会党大分县本部书记长。1995年，担任日本社会党大分县本部执行委员长。1996年，担任社会民主党大分县联合代表。2000年成功当选众议院议员。2003年未能获得连任。2005年再次当选众议院议员，并担任社会民主党国会对策委员长。2007年12月至2013年1月担任社会民主党干事长。2012年因脑梗塞入院治疗，此后退出政坛。2014年获授旭日中绶章。2021年4月9日在大分市逝世。